# Xenia Onatopp
Xenia Sergeyevna Onatopp (ruso: Ксения Сергеевна Онатопп) es un personaje ficticio de la película de James Bond GoldenEye, encarnada por la actriz Famke Janssen.

## Biografía
Xenia, nacida en la república soviética de Georgia, era una soldado piloto en las Fuerzas Aéreas Soviéticas. Tras la caída de la URSS, se unió al sindicato del crimen Janus, seguida por el renegado agente del MI6, Alec Trevelyan. Al comienzo de la película, Bond se involucra en una carrera de coches con ella, conociéndola en el casino, y poniéndola bajo vigilancia.
Su característica principal es el hecho de que emana una representación de la "femme fatale" y puede aparentemente recibir satisfacción sexual a través del asesinato. En una escena memorable, engatusa al almirante canadiense Chuck Farrell dentro de un yate en Montecarlo. Ferozmente le hace el amor, para súbitamente ponerse sobre él, cogerle como una pinza con sus piernas y aplastando su pecho entre sus muslos, llegando al orgasmo mientras gime "Sí, si... Sí!", interjección normalmente asociada al clímax.
Durante el acto, un hombre roba la tarjeta de Identidad del almirante permitiéndola a ella y a un no identificado ayudante de Janus a robar el prototipo del Eurocopter Tiger.
Sus preferencias sexuales, ligadas a su falta de conciencia, podrían calificarla como psicópata, sin embargo, Xenia no conoce ni posee ninguna de las características de psicología como un pensamiento desorganizado o fantasía.
Casi al finalizar la película Xenia embosca a Bond y Natalya en la selva, pero muere cuando Bond dispara y mata al piloto del helicóptero del que Xenia tenía amarrado su chaleco, cuando el helicóptero cae, la cuerda se tensa atrapándola en un árbol en forma de "Y" y muere irónicamente asfixiada, el final en el videojuego GoldenEye 007, el final es similar con la excepción de que Bond dispara un cohete al helicóptero que cae al barranco y se lleva a Xenia, que posteriormente muere cuando el helicóptero estalla.

## Otras apariciones
Onatopp ha aparecido en un número de juegos de James Bond como un personaje multijugador. Su primera aparición fue en la adaptación de la película de GoldenEye, GoldenEye 007 para la consola Nintendo 64. Está con Trevelyan en la pantalla del tren. Si el jugador rápidamente la dispara después de eliminar a Ourumov, pedirá ayuda a Trevelyan diciéndole que está herida y que le espere. Esto da al jugador más tiempo para escapar del tren.
En el videojuego de James Bond, James Bond 007: Nightfire, Xenia también aparece como un personaje en el modo multijugador. Puede ser desbloqueda con un truco en la sección de trucos y el código es JANUS.

## Curiosidades
- Después de la actuación de Famke Janssen, Xenia fue votada como la sexta chica Bond más memorable por Entertainment Weekly.[1]

- Es la primera chica Bond en hacer el amor a otra persona que no sea él, y la primera en mostrar y expresar el orgasmo.

- Es la tercera mujer a la que Bond mata, la primera fue Fiona Violpe en Operación Trueno, seguida de Naomi, la piloto de Karl Stromberg en La espía que me amó y seguida por Elektra King en The World Is Not Enough, llevando hasta la fecha cuatro en la cuenta.

- El almirante a quien Xenia mata era originalmente de la armada de los Estados Unidos. Sin embargo, después de revisar el guion, Hollywood y el Pentágono amenazaron con boicotear el film debido a la imagen desfavorable que traería para la armada de los Estados Unidos esta película. El personaje fue cambiado más tarde a un almirante canadiense.